# Luminex
Edward Lansky, alias Luminex (« Lightmaster » en VO), est un super-vilain évoluant dans l’univers Marvel de la maison d'édition Marvel Comics. Créé par le scénariste Jim Shooter et le dessinateur Sal Buscema, le personnage de fiction apparaît pour la première fois dans le comic book The Spectacular Spider-Man #3 en février 1977.
C'est à la base un ennemi de Spider-Man.

## Biographie du personnage

### Origines
Le docteur Edward Lansky, vice-président de l'Empire State University (ESU) à New York (là ou étudie le jeune Peter Parker), simule son enlèvement par la Tarentule.
Allié à celle-ci et à Kraven le chasseur, il essaie d'enlever le maire, le président de l'université, Richard Gorman et le conseiller Goldin qui veulent diminuer ses crédits. Grâce à un costume de son invention, il tire des décharges de lumière solide et s'oppose à Spider-Man mais il est électrocuté par un choc en retour. Transformé en lumière vivante instable, son corps commence à se dissiper dans l'atmosphère et il est forcé de s'éclairer en permanence pour ne pas mourir.
Il cherche pourtant revanche contre Spider-Man. Dans un combat au centre de sa base secrète, un entrepôt, il fait surchauffer le réseau électrique de New York, causant une panne totale de l'éclairage public. Plongé dans le noir, il se désagrège.

### Parcours
Luminex se restructure à deux occasions. La première fois en se servant de Dazzler, mais celle-ci qui le fait retourner à son état de particule inoffensive avec l'aide de Spider-Man. La deuxième fois, il utilise les bracelets de Quasar.
Ayant retrouvé une substance, Lansky cherche à retransformer son état pour redevenir un être de chair. Il réussit, mais n'a plus de pouvoirs. Il est emprisonné.
Plus récemment, on l'a revu affronter Cable alors qu'il essayait de propager un virus pour le compte d'une secte.

## Pouvoirs, capacités et équipement
En complément de ses pouvoirs, le docteur Edward Lansky est un génie dans le domaine de la physique, notamment dans l’étude de la lumière. 
Les pouvoirs de Luminex proviennent de sa combinaison. Cette dernière emmagasine les photons et, grâce à un ordinateur lié à son cerveau et à un échange d'électrons, il peut utiliser le pouvoir de la lumière. Son costume se recharge par électricité, le protégeant donc des chocs électriques.
- Luminex peut créer des objets de lumière solide, à quelques mètres de distance. Les formes doivent pourtant être programmées à l'avance. On l'a ainsi déjà vu créer des cages ou des poings de lumière. Ses poings sont assez forts pour assommer un homme en le projetant à 5 m du point d'impact.
- Ses gantelets peuvent émettre des lasers ou des rayons de force, capables de tordre de l'acier faisant 2 cm d'épaisseur.
- Il peut s'entourer d'un champ de photons lui permettant de voler à une vitesse d'environ 210 km/h. Le halo autour de lui le protège des effets de la friction. Il est alors capable de transporter une charge d'une cinquantaine de kilos.